# Nunataki Papanina
Nunataki Papanina är en nunatak i Antarktis. Den ligger i Östantarktis. Australien gör anspråk på området. Toppen på Nunataki Papanina är 1 554 meter över havet.
Terrängen runt Nunataki Papanina är en högslätt. Trakten är obefolkad. Det finns inga samhällen i närheten.